# Slaget vid San Jacinto
Slaget vid San Jacinto, som utkämpades den 21 april 1836, i nuvarande Harris County, var det avgörande slaget under Texas frihetskrig. Under ledning av Sam Houston angrep och besegrade Texasarmén den mexikanska expeditionskåren under president Antonio López de Santa Anna. Slaget varade endast 18 minuter och där stupade 630 mexikanska soldater, 208 skadades och 730, bland dem Santa Anna, tillfångatogs. Endast 9 man i Houstons armé dog under slaget och 30 skadades. Fredsfördraget undertecknades i Velasco, Texas den 14 maj 1836.